# Amble
Amble este un oraș în comitatul Northumberland, regiunea North East England, Anglia. Orașul se află în districtul Alnwick.